# Козлоял
Козлоял (мар. Кожласола) — деревня в Сернурском районе Республики Марий Эл. Входит в состав Зашижемского сельского поселения.

## География
Находится в восточной части республики Марий Эл на расстоянии приблизительно 21 км по прямой на восток-северо-восток от районного центра посёлка Сернур.

## История
Основана в конце XVIII века русскими. В 1926 году в деревне числилось 44 двора, в 1941 году в 40 дворах проживали 177 человек, в 1988 году в 5 домах проживали 6 человек. В 1996 году оставалось 2 хозяйства. В советское время работали колхозы «Большевик» и совхоз «Кугушенский».

## Население
Население составляло 8 человек (русские 87 %) в 2002 году, 1 в 2010.